# Sambruk
Sambruk är en svensk intresseförening för kommunal samverkan kring digitalisering. Sambruk skapar förutsättningar för bra och kostnadseffektiv digitalisering. Sambruks uppgift är att vara stödjande och inte styrande.  

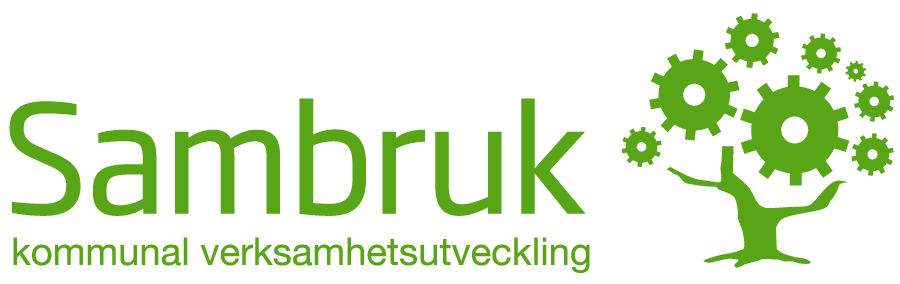
Sambruk logo

Ur Föreningens årsredovisning för 2005:  
"Samtliga Sveriges 290 kommuner har i grunden samma uppdrag och behov av att leverera ett likartat service och e-tjänsteutbud. Mot bakgrund av detta och att medborgarna ställer nya och berättigade krav på service togs initiativet till att bilda ett nätverk för kommunal samverkan, i december 2002, kring utveckling av e-tjänster. Nätverket bedrevs under etableringsfasen i projektform med Jönköpings kommun som huvudman. Alltfler av Sveriges kommuner visade intresse av att delta i arbetet och den 7 juni 2005 bildades ideella föreningen Sambruk i samband med konferensen Offentliga rummet i Linköping."  
Grundprincipen för Sambruks arbete är att kostnaden för nyttan per kommuninvånare skall vara oberoende av kommunstorlek. Detta innebär att kommuner bekostar projekt, betalar tjänster och produkter i relation till sitt invånarantal. 
Många projekt har beviljats projektanslag från Vinnova, där forskares kompetens tillför kvalitetssäkrad information till projekten.
Ramverk för Sambruksmaterial, SGM, består av förordningar och avtal som täcker viktiga faser vid gemensam, kommunal utveckling. Olika aspekter vid utveckling, som upphovsrätt, typ av material som ska utvecklas, användning och förvaltning av utvecklat material beaktas.
Sambruks medlemmar representeras i en vald styrelsebestående av förvaltningschefer och förtroendevalda från medlemmarna. Det dagliga arbetet i Sambruk leds av en Verkställande Tjänsteperson tillsammans med ett antal Förvaltningsledare.
Föreningen Sambruk har 110 Svenska kommuner som medlemmar i vilka 57% av Sveriges invånare är folkbokförda. Alla Sveriges kommuner, regioner och myndigheter som verkar för att främja föreningens ändamål kan bli medlemmar i Sambruk.